# Rhéal Leroux
Rhéal Leroux, C.M., O.Ont., est un entrepreneur franco-ontarien né le 19 avril 1949 à Casselman, dans l’est de l’Ontario, au Canada. Il s’est fait connaître par de nombreuses réalisations au fil d’une longue carrière comme organisateur d’événements d’envergure et comme promoteur de la francophonie ontarienne et canadienne.

## Carrière
Rhéal Leroux devient le premier directeur des loisirs de la ville de Hawkesbury, en Ontario. Après Hawkesbury, il décide de perfectionner ses connaissances et s’inscrit à l’université d’État de la Floride. Il y obtient une maîtrise en récréologie en 1974. En 1982, il obtient une maîtrise de l’École nationale d’administration publique.
De retour au Canada, en 1974, il se dirige vers le Nouveau-Brunswick, où il devient à l’âge de 25 ans le premier directeur du service des sports et loisirs de la ville d’Edmundston.

### Avènement du Bal de neige
En 1977, Rhéal Leroux entre à la Commission de la capitale nationale (CCN) à titre directeur des Activités publiques, des loisirs et de la culture. Rhéal Leroux se dit qu’un joyau comme la patinoire du canal Rideau devrait être une priorité. Il vend à ses patrons l’idée du Bal de neige (Winterlude en anglais),. Il y aurait des sculptures de glace, des promenades en traîneau, des concerts, des compétitions de saut de baril, de l’animation sur le canal et ainsi de suite. La course de chevaux sur glace, longtemps pratiquée sur la rivière des Outaouais, allait faire un retour sur le canal Rideau. Il conçoit un terrain de jeu hivernal appelé au départ Peruvik et rebaptisé depuis Le Domaine des flocons situé au parc Jacques-Cartier de Gatineau et devenu le plus grand terrain de jeu hivernal en Amérique du Nord!
La première édition de Bal de neige est inaugurée le dimanche 4 février 1979. Le Bal de neige se poursuit chaque année depuis et ses retombées économiques sur la région de la capitale nationale sont importantes,.
Rhéal Leroux organise un grand colloque qui réunit la majorité des pays de la planète qui ont en commun le froid et la neige pendant la saison hivernale. Cette première Conférence internationale sur les loisirs d’hiver a lieu à Ottawa en février 1981. 
S’il est connu comme « le père de Bal de neige », un qualificatif que lui attribue le chroniqueur du Globe and Mail, Roy McGregor, les activités de Rhéal Leroux à la CCN débordent largement de cet événement.

### Festival franco-ontarien
Les premières éditions du Festival franco-ontarien retiennent les énergies de leurs organisateurs et les difficultés financières ne tardent pas. Rhéal Leroux est invité et accepte, dès lors, d'y apporter son aide.
Rhéal Leroux, qui faisait partie du conseil d’administration du collège Algonquin, joue aussi un rôle dans la création d’un collège d’arts appliqués et de technologie de langue française en Ontario. La création de La Cité collégiale est annoncée en septembre 1990. 

### Accueil du pape Jean-Paul II à Ottawa
À l’automne de 1984, Rhéal Leroux est responsable de l’organisation du volet de la visite du pape Jean-Paul II à Ottawa. Le pape est en visite officielle au Canada du 9 au 20 septembre. Il s’arrêtera à Ottawa le 19 septembre. Plus de 250 000 personnes sont massées sur les berges du canal Rideau pour accueillir le chef de l’Église catholique. Une importante foule assiste à une messe en plein air le lendemain sur les plaines LeBreton à Ottawa.

### Entrepreneur
Rhéal Leroux, à 36 ans, fonde une entreprise spécialisée dans les services du côté des loisirs municipaux, de la planification de congrès et de conférences, de la promotion touristique et encore d’organisation d’événements, en plus de relations publiques. Il réalise de nombreux projets d’envergure, dont l’inauguration officielle du Casino du Lac-Leamy à Gatineau, les Rendez-vous de la Francophonie, le Festival du homard canadien en Belgique, l’organisation de grands spectacles, dont « La Francophonie chante Plamondon » sur la colline du Parlement.
Dans le cadre d’un mandat de promotion nationale, Rhéal Leroux fait construire une montgolfière Feuille d’érable qui attire l’œil et l’attention des Canadiens et des Américains. En 1997, cette montgolfière participe aux championnats mondiaux de montgolfières tenus à Saga au Japon, rend visite au Château d’Œx en Suisse, possède une visibilité nationale sur les ondes de Good Morning America ainsi que sur la chaîne CNN et dans le magazine Sports Illustrated.
De plus, Rhéal Leroux a déjà un pied en Europe où il encadre la présence du Canada à plusieurs foires internationales, dont l’Exposition européenne des fruits de mer, à Bruxelles, le Salon international de la construction mécanique à Brno en République tchèque et les grands salons d’alimentation à Paris (SIAL) et à Cologne (ANUGA), en Allemagne, et est mandaté pour réaliser le plus grand pavillon en informatique jamais construit par le Canada à Telecom World à Genève en Suisse. La firme obtient en 1997 un contrat de cinq ans de la Commission canadienne du tourisme pour la coordination de salons touristiques en Europe, soit à Londres, Madrid, Berlin, Bruxelles, Milan et Genève. Il a de plus déjà fait ses premières incursions en Afrique, notamment au Bénin, au Sénégal, au Burkina Faso, en Côte d’Ivoire, au Swaziland et en Afrique du Sud.
Le 22 mars 1997, Rhéal Leroux et Associés inc. coordonne la logistique du grand rassemblement de SOS Montfort auquel 10 000 personnes participent au Centre municipal d’Ottawa. La Commission de restructuration des services de santé de l’Ontario, la commission Sinclair, recommandait la fermeture de l’hôpital Montfort, le seul hôpital universitaire de langue française en Ontario. 
Les mandats sont variés et souvent inaccoutumés pour le cabinet d’experts-conseils. Rhéal Leroux obtient un contrat pour la rénovation et la privatisation de l’hôtel Croix du sud de Cotonou au Bénin qui est suivi par une étude sur la mise en œuvre d’installations de réfrigération en Côte d’Ivoire et d’une étude sur la gestion et la privatisation du parc industriel à Dakar au Sénégal et encore de l’organisation de missions économiques au Bénin, en Côte d’Ivoire, au Swaziland, en Belgique, en République tchèque, en Suisse, aux États-Unis, en France, au Madagascar et ailleurs. Sa firme s’occupe strictement du déploiement de l’image de marque du Canada et des exposants ainsi que de la logistique.

### Jeux de la Francophonie de 2001
En 1997, il est l’artisan principal du comité organisateur de l’équipe des Jeux de la Francophonie d’Ottawa-Hull,,, qui se sont tenus en 2001. À titre de directeur général, Rhéal Leroux dirige une équipe de 55 employés permanents, 650 étudiants, 4000 bénévoles et pas moins de 300 partenaires, commanditaires et amis des Jeux. Dotés d’un budget de près de 55 millions, ces Jeux accueillent des délégations de 50 pays de la Francophonie, 3000 athlètes et artistes, 1000 personnes des médias, 1200 dignitaires et approximativement 1 million de spectateurs. Les Jeux et la Super Francofête sont le plus grand événement que la région d’Ottawa-Hull ait connu.
Le 14 juillet 2001, à 20 h, une foule de 20 218 spectateurs assiste à la cérémonie d’ouverture des IVes Jeux de la Francophonie, dont l’organisation avait été confiée à Rhéal Leroux. Cette activité a des retombées économiques appréciables sur Ottawa et la région.

### Bénévolat
L’appel du bénévolat n’est jamais loin. Rhéal Leroux est président du Festival franco-ontarien de 1979 à 1981. De 1985 à 1987, il est membre du comité directeur de la ville d’Ottawa pour l’obtention des Jeux du Commonwealth. Il siège pendant quatre ans au bureau des gouverneurs du Collège Algonquin et est un artisan important dans la création de La Cité collégiale. De 1985 à 1988, il est directeur provincial des fêtes du Canada. De 1988 à 1990, il siège au conseil d’administration du Regroupement des gens d’affaires et de 1987 à 1992, il est membre du conseil d’administration de la chaîne de télévision TVOntario. En mai 1990, Rhéal Leroux devient président fondateur de la Chambre économique de l’Ontario. De 1992 à 1994, il est vice-président du Forum francophone international des affaires et siège au comité organisateur du Forum tenu à l’île Maurice à l’automne 1993. Au printemps 1993, Rhéal Leroux reçoit la médaille d’excellence remise annuellement par le Regroupement des gens d’affaires. Il siège pendant trois ans au conseil d’administration de l’Hôpital Montfort.  

## Reconnaissances et distinctions
Rhéal Leroux possède de nombreux honneurs et consécrations.
Ainsi, lors du Congrès international des festivals, tenu au Centre des congrès d’Ottawa, en 2000, il est une des trois premières personnalités à accéder au Temple de la renommée des festivals et grands événements de l’Ontario, qui rend hommage aux organisateurs de ce type d’activités qui se démarquent particulièrement.
Après les Jeux, en 2001, il reçoit de l’Association touristique de l’Outaouais, le prix de la plus importante manifestation touristique de l’année et la Chambre de commerce et de l’industrie de l’Outaouais souligne sa contribution au monde des affaires dans la région. 
Il est nommé, à l’automne de l’année suivante, Personnalité de l’année des comtés unis de Prescott et Russell et reçoit, en 2003, le prix Phénix honoris causa de la Chambre économique de l’Ontario, décerné à quelqu’un qui « s’est démarqué de façon exceptionnelle à l’avancement et la promotion du développement économique des francophones de l’Ontario ».
Quelques mois plus tôt, le 5 février 2003, il reçoit l’insigne de l’Ordre de l’Ontario, des mains du lieutenant-gouverneur de la province, James Bartleman. L’Ordre de l’Ontario est la récompense suprême de la province. Il rend hommage aux Ontariennes et Ontariens dont la contribution à la vie de la société a été « exceptionnelle » en Ontario et dans le monde entier.
Même si Rhéal Leroux prend sa retraite du milieu des affaires au Canada, son entreprise, Ovatio/Leroux, maintenant dirigée par son fils Jean-Sébastien, poursuit ses activités en Europe, en Asie et au Moyen-Orient.
Au pays, Rhéal Leroux de 2011 à 2015 est président de la Fondation Véronic DiCaire,,, dont la mission est « de recueillir et de maintenir des fonds afin d’appuyer des activités de la francophonie liées à la culture et à l’éducation ».
Le 12 mai 2017, Rhéal Leroux est intronisé au Temple de la renommée du Regroupement des gens d’affaires de la Capitale nationale.
Le 29 juin 2018, Rhéal Leroux est nommé Membre de l'Ordre du Canada,,,,, le plus haut honneur civil au Canada, par Son Excellence Julie Payette, gouverneure générale du Canada.

### Publication de sa biographie
Le 29 juin 2015, une biographie de Rhéal Leroux, intitulée « Rhéal Leroux – Démesuré »,,,, est publiée. Cette biographie est rédigée par Adrien Cantin, un journaliste franco-ontarien ayant œuvré notamment pour le quotidien LeDroit d’Ottawa et la chaîne de télévision franco-ontarienne TFO. Adrien Ca ntin est décédé, le 22 mars 2017.